# Kitten Natividad
Kitten Natividad (eredetileg Francesca Isabel Natividad) (Ciudad Juárez, Chihuahua, Mexikó, 1948. február 14. – Los Angeles, Kalifornia, USA, 2022. szeptember 24.) mexikói születésű amerikai filmszínésznő, az 1970-es években egzotikus revütáncosnő, sztriptíz-táncosnő, fotómodell, poszterlány (pinup girl).
A dús kebleket kedvelő Russ Meyer filmrendező egyik felfedezettje, 1976–88 között élettársa. Meyer több erotikus kultuszfilmjének főszereplője. Nemzetközi ismertségét és népszerűségét (tánctudása mellett) jelentősen megnövelt mellbősége (46G/117 cm) révén szerezte. Az 1980-as évektől testi adottságait pornófilm-szerepek sorozatában kamatoztatta. Rajongói klubhálózata révén népszerűségét az ezredforduló után is sikeresen fenntartotta. 1999-es visszavonulásáig több, mint 65 mozifilmben és videófilmben szerepelt.

## Életpályája

### Származása, ifjúsága
Francesca Isabel Natividad 1948-ban a mexikói Ciudad Juárezben született (Chihuahua államban), sokgyermekes családban, 9 testvére között ő volt a legidősebb. Tízéves volt, amikor anyja feleségül ment egy amerikai állampolgárhoz, e módon gyerekeivel együtt az USA-ba költözhetett. Francesca ekkor tanult meg angolul.
A texasi El Pasóban járt középiskolába.

### A sztriptíztáncosnő
Kaliforniába költözött. Az IBM-nél dolgozott lyukkártya-lyukasztóként. Kolléganőjéhez, Stella Stevens (* 1938) táncosnő–színésznőhöz elszegődött cselédnek és szakácsnőnek, aztán go-go görlnek állt, három éven keresztül sztriptíz-táncosnőként dolgozott az USA több városában. Felvette a Kitten („kismacska”) művésznevet.
Hogy topless táncosnőnek állhasson, 21 éves korában, 1969-ben sebészi úton berakatta első mell-implantátumát. A műtétre a mexikói Tijuanában került sor, ahol a törvény ezt megengedte. A mellnövelés később súlyos egészségkárosodást okozott, nyilatkozatai szerint mélyen megbánta, hogy annak idején hagyta magát rábeszélni.
A 22 éves Kittent két egymást követő évben, 1970-ben és 1971-ben Meztelen Világ-Szépségkirálynővé (Miss Nude Universe) választották. 1972-ben topless (néma) szerepet kapott a The New Centurions c. szoft szexfilmben. Ekkor kötötte első, rövid idejű házasságát egy nála 25 évvel idősebb férfival.

### A pornószínésznő
1975-ben megismerkedett a dús keblek lelkes rajongójával, Russ Meyer filmrendezővel (1922–2004). Egy táncosnő kollégája, Shari Eubank (* 1947) mutatta be neki, aki szerepelt Meyer Supervixens c. szexfilmjében. 
Meyer következő filmjében, az 1976-ban készített Up! címűben Kitten meztelenül ült egy fa tetején, és Hilda Doolittle amerikai avantgárd költőnő egyik versét szavalta.
Meyert rögtön főszerepet kínált neki a Beneath the Valley of the Ultra-Vixens c. folytatásban, amelyet Meyer és Roger Ebert filmkritikus közösen rendeztek. 1979-ben a kebelbarát Meyer fizette Kitten második mellnagyobbító műtétjét. Tanfolyamra küldte, hogy mexikói akcentusáról leszokjon. A filmforgatás során Kitten elhagyta férjét, Meyer szeretője, majd a következő 15 évben (időnkénti megszakításokkal) élettársa lett. Nem házasodtak össze, mert Kitten első, 25 évvel öregebb férje (ekkor még) nem járult hozzá a váláshoz.
Az 1970–80-as években Kitten a Curtis Dupont és a Triumph Studios több „szex-birkózós” filmjében szerepelt. Az 1980-as években hardcore pornófilmekben jelent meg, eleinte csak topless, aztán „majdnem-hardcore” jeleneteket is végigcsinált, általában nála fiatalabb férfiakkal. Megalapította saját fotó–videó klubját, a Kitten Club-ot. Nagy sajtóvisszhangot kapott, amikor 1985-ben vetkőző táncosnőként szerepelt Sean Penn legénybúcsúján, Madonnával kötött házasságának előestéjén. Kitten felléptetése a vőlegény öccsének, Chris Pennek ötlete volt, aki 1984-ben Kittennel együtt szerepelt a Szabadnak születtek c. filmben, és erős benyomást tett rá a 46"-os (117 cm-es) mellbőségű sztriptíz-táncosnő, akit később bátyjának partijára felfogadott.
Miután 1988–89 körül Meyerrel való kapcsolata végleg felbomlott, Kitten Natividad a pornográf filmipar felé fordult. Először esztétikus (glamour) leszbikus jeleneteket forgatott, partnerei Candy Samples, Uschi Digard és Patty Plenty voltak Ezek a filmek növelték Kitten népszerűségét, táncosnői tiszteletdíjai megsokszorozódtak. Sztriptíz fellépését egy óriási méretű, átlátszó pezsgőspohárban való fürdőzéssel tette látványosabbá, Lili St. Cyr példáját követve).
Az 1980-as években Kitten megjelent egy zenés videóclipben, a When You Were Mine dal egyik változatában is, amelyet Prince írt. Az 1990-es években, már érett asszonyként újabb hardcore pornófilmekben jelent meg. Korát meghazudtolva nagy személyes sikereket aratott természetes, vad vonzerejével. Egészségügyi panaszai miatt az 1990-es évek végén kiszállt a filmszereplésből.

### Visszavonulása, visszatérése
1999 októberében mellrákot diagnosztizáltak nála, mell-implantátumait sebészi úton el kellett távolítani és mindkét oldali emlő-eltávolítást is el kellett végezni. 
A műtét után megállapították, hogy az implantátumokból szennyezett, ipari minőségű szilikon jutott a szervezetébe. Később több korrekciós műtétet végeztetett el, mellbősége megközelíti azt, amire rajongói emlékeznek. 2008-ban egyedül élt egy pitbullal és 3 macskával. Kitten ezekkel együtt szerepelt a pornósztárok állatairól szóló, 2005-ben forgatott Pornstar Pets c. dokumentumfilmben. Megélhetését saját pornó videóinak eladásából és telefonszex-szolgáltatásból biztosította.
2002-ben Kitten megjelent a független Adam Rifkin rendező A Night at the Golden Eagle c. filmjében 2006 augusztusában képei megjelentek a Playboy magazinban (The History of Bikinis címmel).
2008 januárjában Kittent felvették az az Erotikus Hírességek Csarnokának Legendái (Legends of Erotica Hall of Fame) közé. 2009-ben „matróna”-szerepet kapott Cody Jarrett Sugar Boxx c. bűnügyi kalandfilmjében.
2022. szeptember 24-én hunyt el egy Los Angeles-i kórházban, veseelégtelenség következtében, 74 éves korában.

## Testi adatai
- Haja színe: Barna
- Szeme színe: Barna
- Magasság: 160 cm
- Súly: 58 kg
- Méretei: 46G-28-39
- Cipőméret: 6.5 (Kanadai méretezés)

## Filmjei
| - The New Centurions (1972) - Deep Jaws (1976) - Up! (1976) - Beneath the Valley of the Ultra-Vixens (1979) - The Gong Show Movie (1980) - Airplane! (1980) - Titillation (1982) (Angelique Pettyjohnnal) - Sizzle! (1982) – Hostess - Airplane II: The Sequel (1982) - Eroticise (1983) - Eat at the Blue Fox (1983) - Girlfriends (1983) - Let’s Talk Sex (1983) - My Tutor (1983) - Taking Off (1984) - Wrestling Classics 2 (1984) - Szabadnak születtek (The Wild Life) (1984) - Night Patrol (1984) - Ten Little Maidens (1985) - Doin’ Time (1985) - Best of Big Busty (1986) - The Tomb (1986) - Another 48 Hrs. (1990) – cameo-szerep - Eddie Presley (1992) - The Girl I Want (1993) - Buford’s Beach Bunnies (1993) - The Slice (1994) - Red Lips (1995) - United Trash (1996) - Die 120 Tage von Bottrop (1997) - The Treat (1998) - The Double-D Avenger (2001) - Sugar Boxx (2009) | - The Lady in Red (1979) - John Holmes and the All-Star Sex Queens (1980) - Bad Girls IV (1982) - Electric Blue 5 (1982) - Big Busty 3 (1983) - Bodacious Ta Ta’s (1984) - Stiff Competition (1984) – cameo-szerep - Electric Blue 11 (1984) - An Evening With Kitten (1985) - legtöbb példányban eladott filmje - Takin’ It Off (1985) - Famous Ta-Tas (1986) - Thanks For The Mammaries (1987) - Takin’ It All Off (1987) - 10 Years of Big Busts Vol. 2 (1990) - Titillation 3 (1991) - Big Boob Lottery (1991) - 40 the Hard Way (1991) – elsőként felvett hardcore szexjelenete - Cum to Dinner (1991) - Titillation 3 (1991) – első anális jelenete - Fresh Tits of Bel Air (1992) - Kitten Cums Back (1992) - Inside Out II (1992) - Cage aux zombies, La (1995) - Wild Wild Chest 3 (1996) - The Best of Girls Around the World Hardcore Volume 2 (1997) - Zombie Ninja Gangbangers (1997) - Cafe Flesh 2 (1997) - Faster Pussycat Fuck! Fuck! (2004) - Night at the Golden Eagle (2002) - Pornstar Pets (2005) |

## Interjúk, sajtómegjelenések
- Checking in with Kitten Natividad, I. rész, Gent (magazin, USA), 1981. január (22. évf. 1. sz. 36-39. old.)
- Checking in with Kitten Natividad, II. rész, Gent (magazin, USA), 1981. február (22. évf. 2. sz. 21-23. old.)
- Timothy Green Beckley: Kitten Natividad 44-22-36: Stroke Her Breasts and Hear Her Purr, Adult Cinema Review (magazin, USA), 1984. június (3. év. 9. sz. 42-49. old.)
- Kitten Natividad 55-23-34 & Patty Plenty 52-24-36, Bust Out! (magazin, USA), 1994. április (9. évf. 1. sz. 74-77. old.)
- Grapevine: Liqueur In Front, Playboy (USA), 2009. május. (56. évf. 5. sz. 116. old.)
- Bikini at 60, Playboy (USA), 2006. augusztus, (53. évf. 8. sz. 72. old.)
- Russ Meyer: The Immoral Mr. Meyer, Playboy (USA), 1995. június (42. évf. 6. sz. 91. old.)
- Bruce Williamson: Sex In Cinema 1990), Playboy (USA), 1990. november (37. évf. 11. sz. 138. old.)
- The Year in Sex, Playboy (USA), 1985. február (32. évf. 2. sz. 115. old.)
- Arthur Knight: Sex In Cinema 1978, Playboy (USA), 1978. november (25. évf. 11. sz. 189. old.)